# Parapholis strigosa
Parapholis strigosa là một loài thực vật có hoa trong họ Hòa thảo. Loài này được (Dumort.) C.E.Hubb. mô tả khoa học đầu tiên năm 1946.

## Hình ảnh

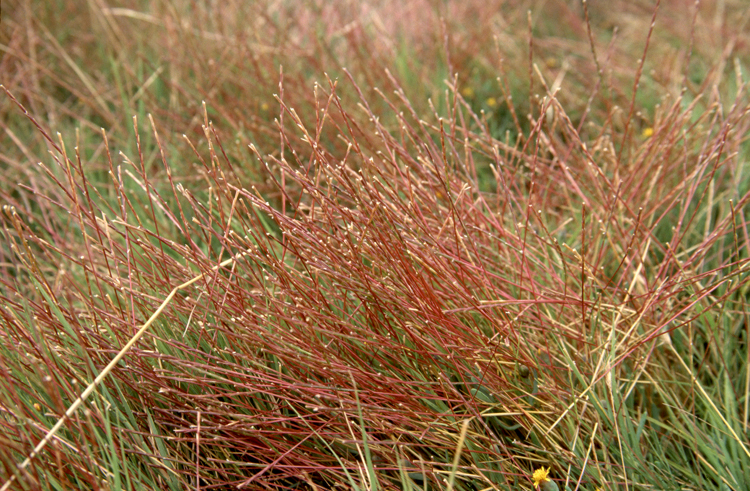
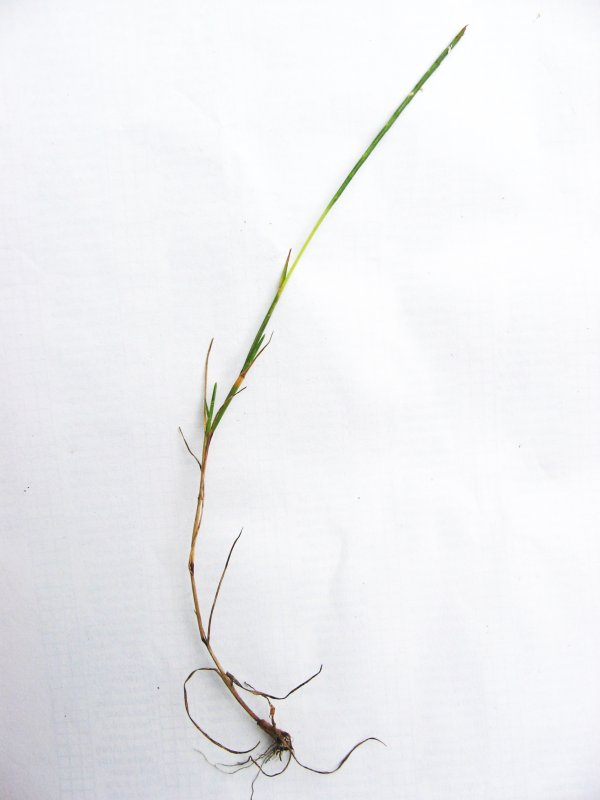
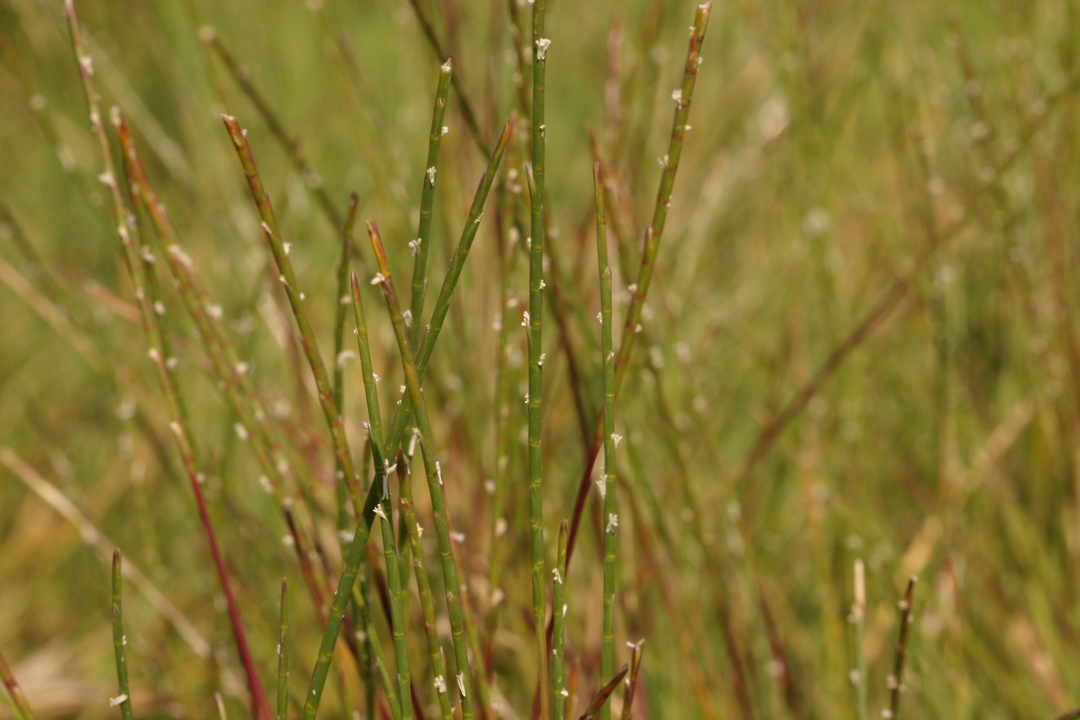
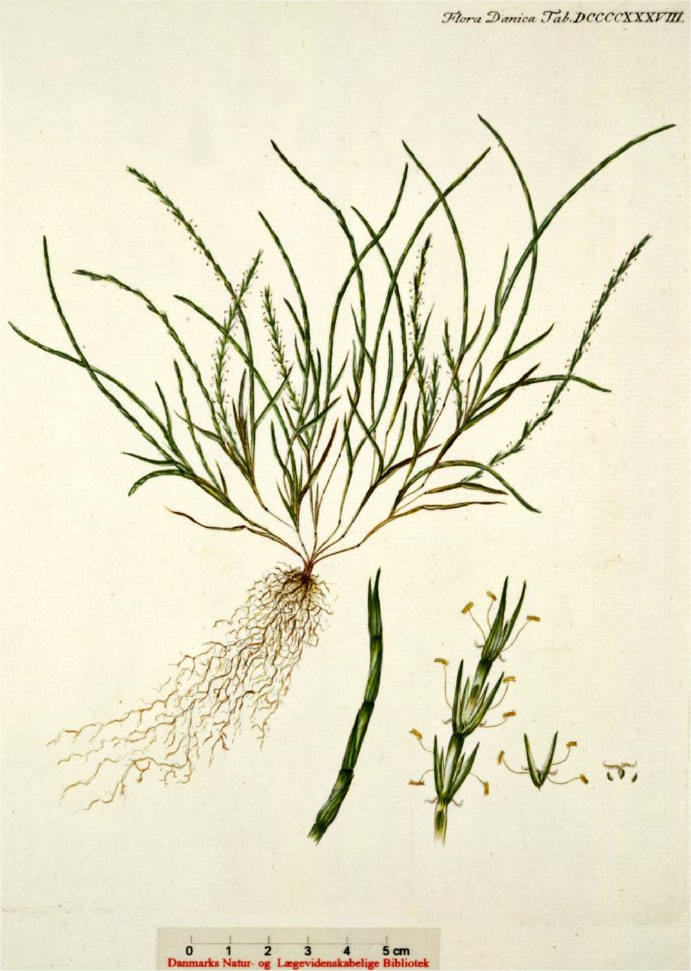